# Bleiwurzgewächse
Die Bleiwurzgewächse (Plumbaginaceae) bilden eine Familie in der Ordnung der Nelkenartigen (Caryophyllales) innerhalb der Bedecktsamigen Pflanzen (Magnoliopsida).

## Beschreibung und Ökologie

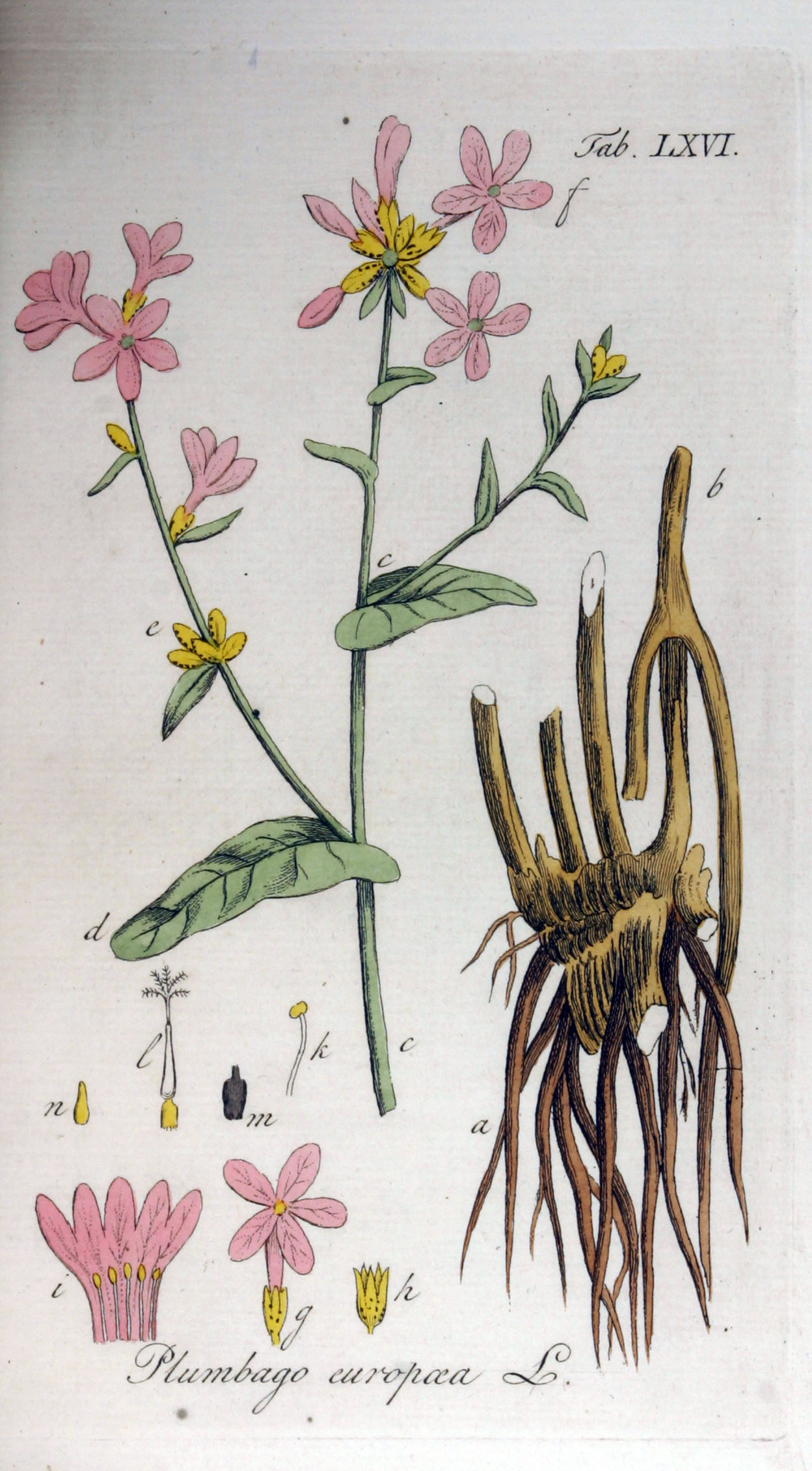
Europäische Bleiwurz (Plumbago europaea), Illustration von Adolphus Ypey 1813

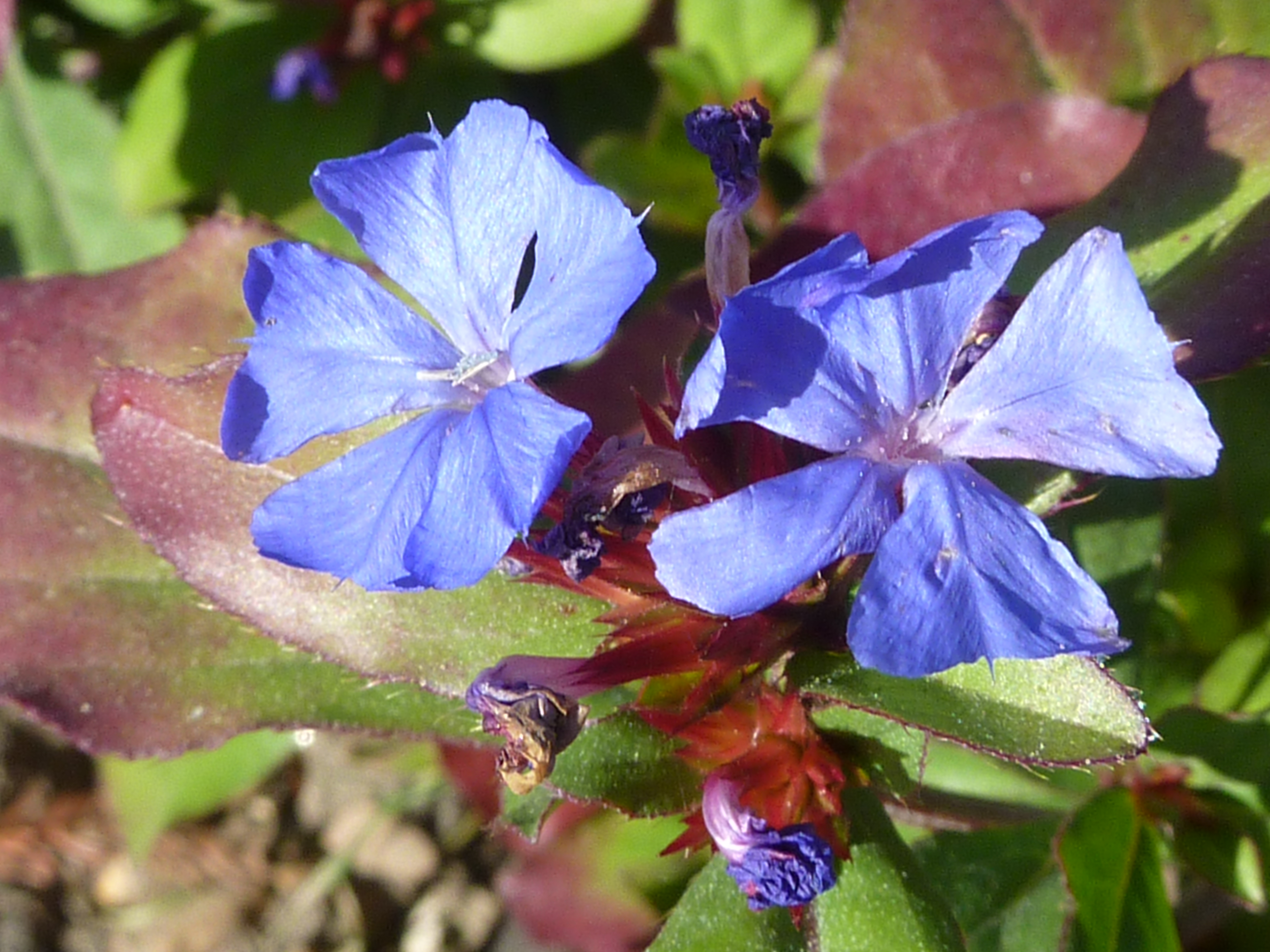
Unterfamilie Plumbaginoideae: Blüten Chinesische Bleiwurz (Ceratostigma plumbaginoides)

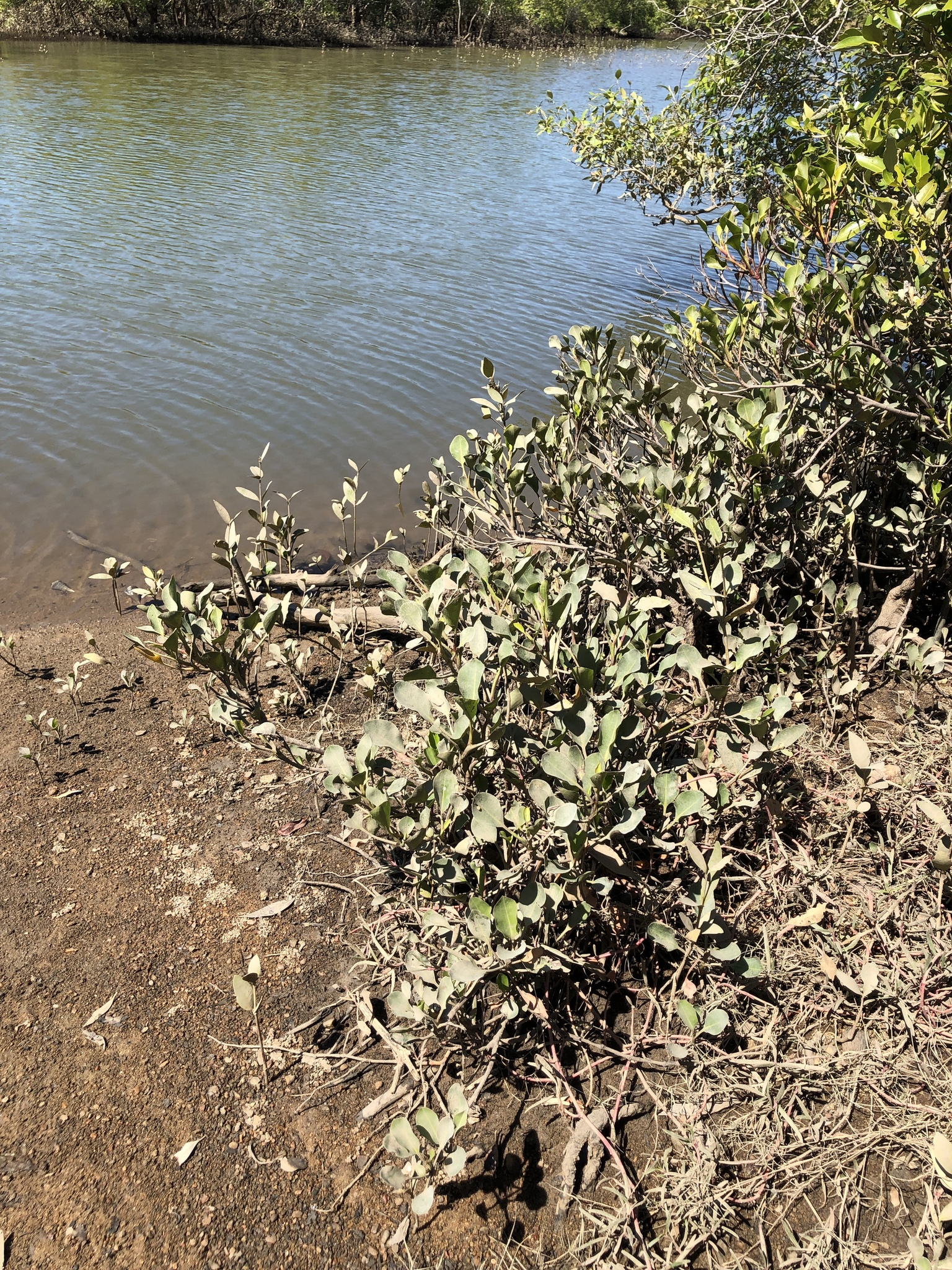
Unterfamilie Staticoideae: Aegialitis annulata

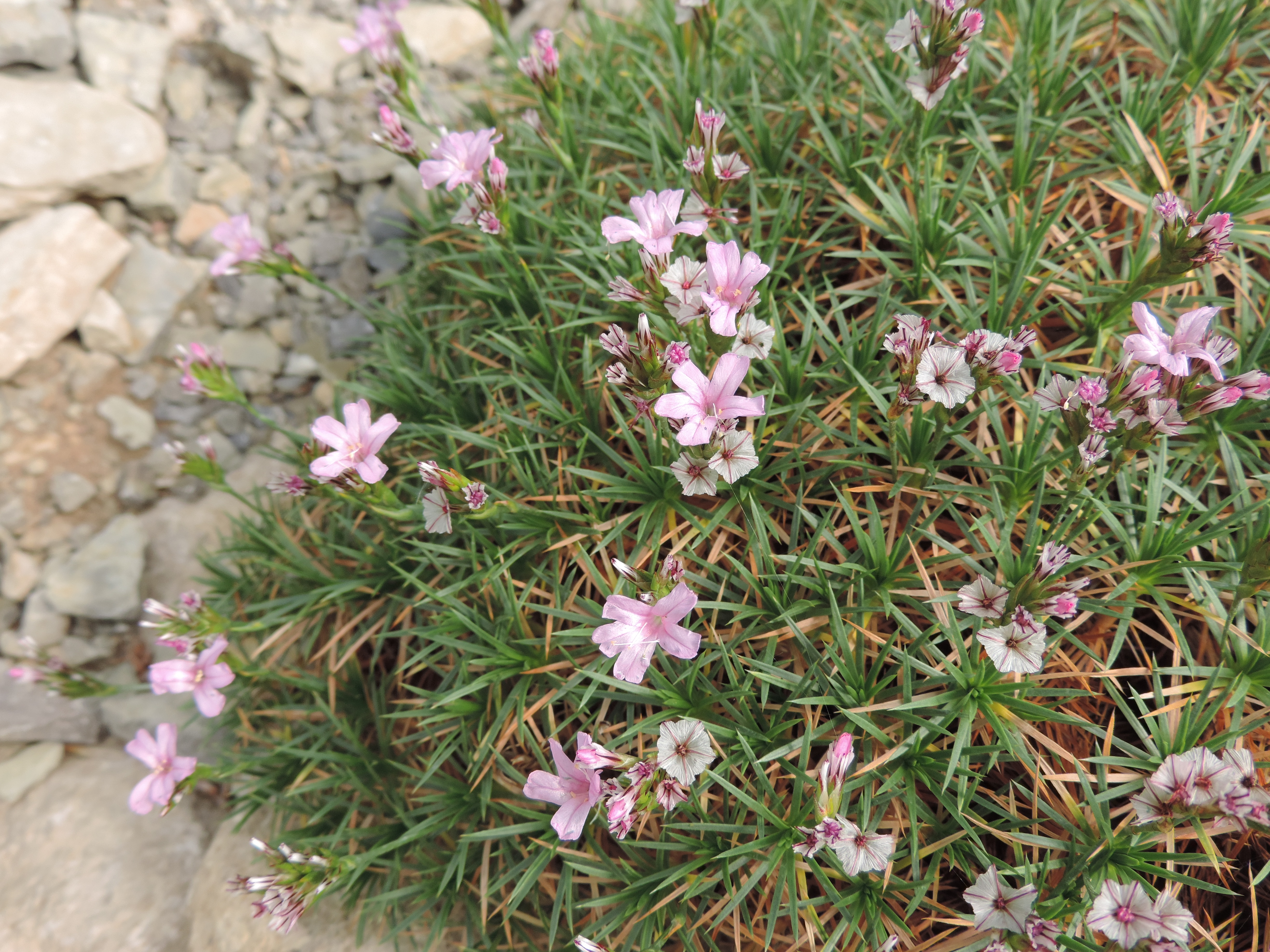
Unterfamilie Staticoideae: Acantholimon ulicinum

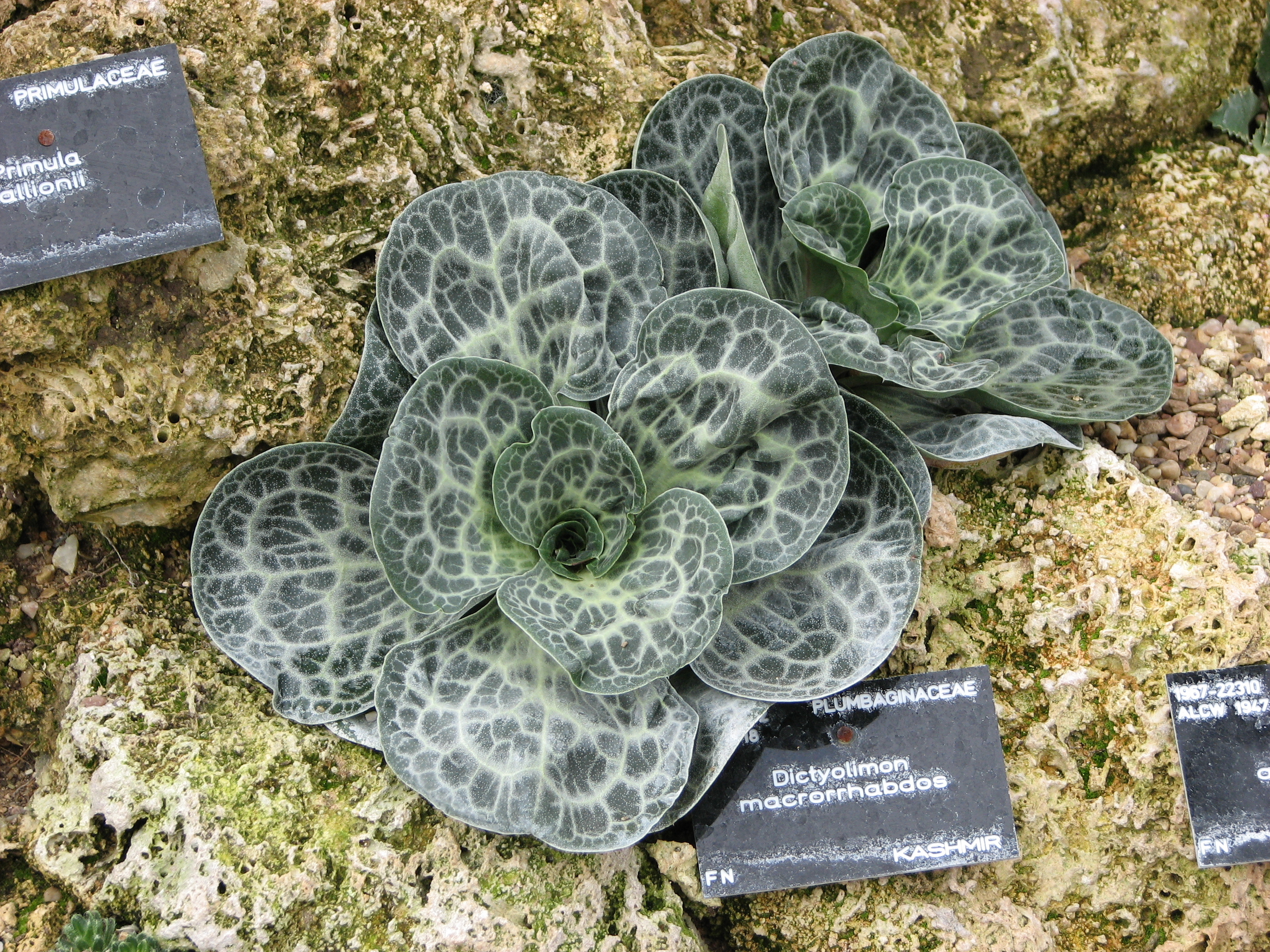
Unterfamilie Staticoideae: Habitus und Laubblätter von Dictyolimon macrorrhabdos

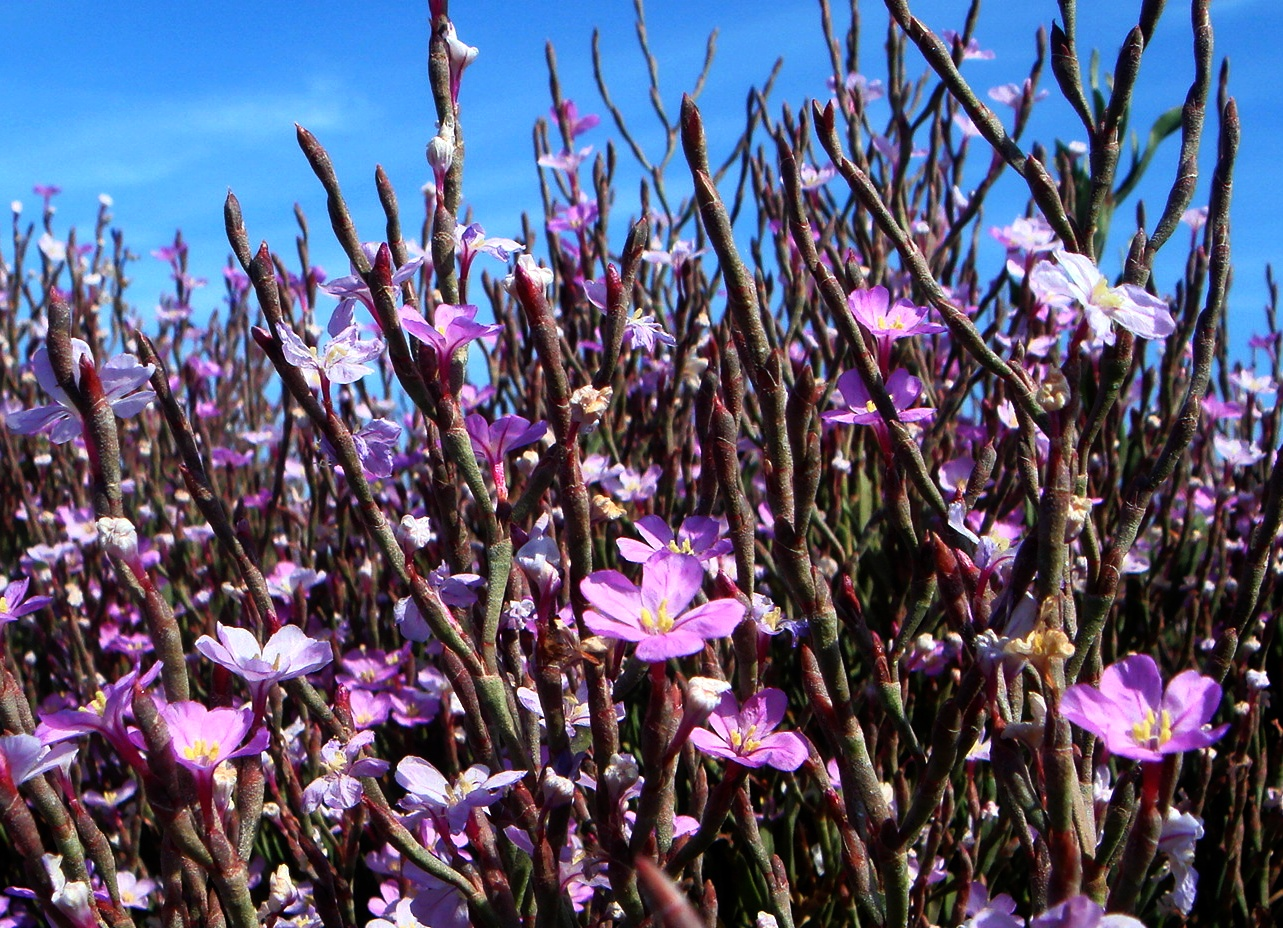
Unterfamilie Staticoideae: Strauch-Strandflieder (Limoniastrum monopetalum)

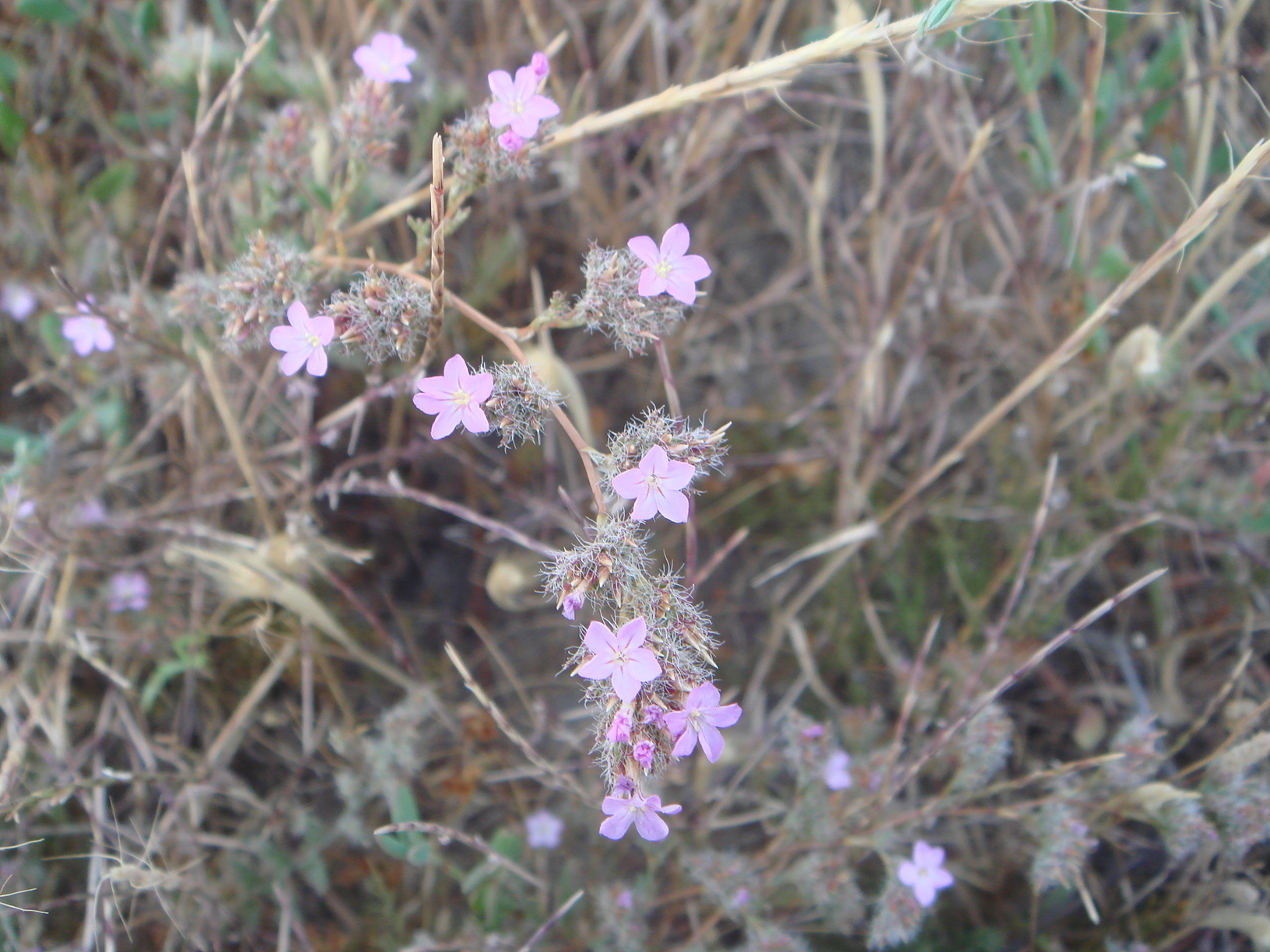
Unterfamilie Staticoideae: Steckenkraut-Strandflieder (Myriolimon ferulaceum)

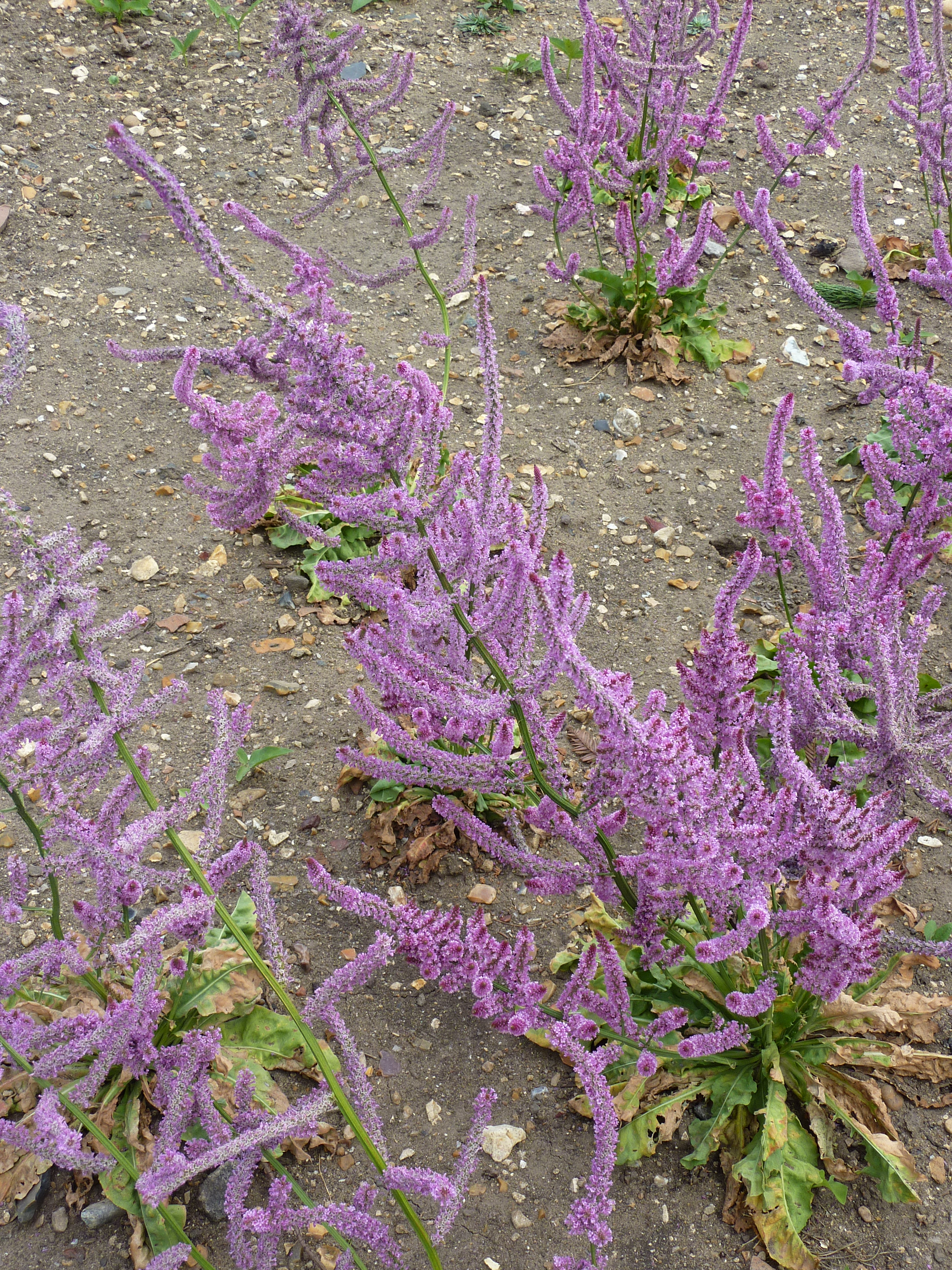
Unterfamilie Staticoideae: Psylliostachys suworowii

### Vegetative Merkmale
Es sind meist ausdauernde krautige Pflanzen, es gibt aber auch verholzende Pflanzen: Sträucher, selten sind es Lianen (Kletterpflanzen). Die Familie Plumbaginaceae besteht vor allem aus Xerophyten, die in Halbwüsten und Steppen vorkommen und aus Halophyten in Strandnähe.

### Generative Merkmale
Die Blüten stehen in ganz unterschiedlich aufgebauten Blütenständen zusammen.
Die meist zwittrigen Blüten sind fünfzählig mit doppelter Blütenhülle. Die fünf Kelchblätter sind zu einer fünfrippigen Röhre verwachsen, der in fünf Kelchzipfeln endet, die deutlich kürzer sind als die Kelchröhre. Die fünf Kronblätter sind verwachsen oder frei; wenn sie frei sind dann sind sie genagelt. Es ist nur ein Kreis mit fünf fertilen Staubblättern vorhanden; sie sind meist frei außer bei der Gattung Aegialitis; sie sind epipetal, stehen also vor den Kronblättern, es fehlt also der äußere Staubblattkreis. Die fünf Fruchtblätter sind meist zu einem oberständigen Fruchtknoten verwachsen. Es sind ein oder fünf Griffel vorhanden.  
Es werden Kapselfrüchte oder Nüsse gebildet.

## Ökologie
Die Bestäubung erfolgt meist durch Insekten (Entomophilie).

## Systematik
Die Familie Plumbaginaceae wurde 1789 durch Antoine Laurent de Jussieu in Genera Plantarum (Jussieu), 92 aufgestellt.
In der Familie Plumbaginaceae gibt es zwei Unterfamilien mit insgesamt 27 Gattungen und 836 Arten:
Unterfamilie Plumbaginoideae Burnett: Sie enthält vier Gattungen und 36 Arten:
- Ceratostigma Bunge: Die etwa acht Arten kommen im tropischen Nordostafrika, in Südostasien, in Tibet und China vor.
- Dyerophytum Kuntze (Syn.: Vogelia Lam.): Die nur zwei Arten kommen auf Sokotra, eine Art in Südwestafrika und eine Art von Arabien bis Indien vor.
- Plumbagella Spach: Sie enthält nur eine Art:
  - Plumbagella micrantha (Ledeb.) Spach: Sie kommt in Zentralasien vor.

- Bleiwurz (Plumbago L.): Sie enthält etwa 24 Arten, darunter:
  - Europäische Bleiwurz (Plumbago europaea L.)
  - Kap-Bleiwurz (Plumbago auriculata Lam.)

Unterfamilie Staticoideae Kosteletzky: Sie enthält zwei Tribus und 23 Gattungen:
Tribus Aegialitideae (Link) Peng: Sie enthält nur eine Gattung:
- Aegialitis R.Br.: Die nur zwei Mangrove-Arten sind in Australien und dem Malaiischen Archipel verbreitet.

Tribus Staticeae Bartling: Sie enthält 22 Gattungen mit etwa 800 Arten:
- Igelpolster (Acantholimon Boiss.): Die etwa 165 Arten kommen vom östlichen Mittelmeerraum bis Zentralasien vor, darunter:

- Acantholimon androsaceum Boiss.

- Grasnelken (Armeria Willd., Syn.: Statice L.): Die etwa 90 Arten gedeihen in den gemäßigten Gebieten der Nordhalbkugel und in Südamerika vor.
- Bamiania Lincz.: Sie enthält nur eine Art:
  - Bamiania pachycormum (Rech. f.) Lincz.: Sie kommt nur in Afghanistan vor.

- Bukiniczia Lincz. (Syn.: Aeoniopsis Rech. f.): Sie enthält nur eine Art:
  - Bukiniczia cabulica (Boiss.) Lincz.: Sie kommt in Afghanistan und Pakistan vor.

- Cephalorhizum Popov & Korovin: Die nur zwei Arten kommen in Zentralasien vor.
- Ceratolimon M.B. Crespo & M.D. Lledó: Die vier Arten kommen im Mittelmeerraum vor.
- Chaetolimon (Bunge) Lincz.: Die nur drei Arten kommen in Zentralasien vor.
- Dictyolimon Rech. f.: Die etwa vier Arten kommen von Zentralasien bis Indien vor.
- Eremolimon Lincz.: Die etwa sieben Arten kommen in Zentralasien vor.
- Ghaznianthus Lincz.: Sie enthält nur eine Art:
  - Ghaznianthus rechingeri (Freitag) Lincz.: Sie kommt nur in Afghanistan vor.

- Gladiolimon Mobayen: Sie enthält nur eine Art:
  - Gladiolimon speciosissimum (Aitch. & Hemsl.) Mobayen: Sie kommt in Afghanistan vor.

- Goniolimon Boiss.: Die etwa 20 Arten  kommen von Russland bis in die Mongolei und in Nordwestafrika vor.
- Ikonnikovia Lincz.: Sie enthält nur eine Art:
  - Ikonnikovia kaufmanniana (Regel) Lincz.: Sie kommt in Zentralasien und im nordwestlichen China vor.

- Limoniastrum Fabr. (Syn.: Bubania Girard): Die nur zwei Arten kommen im Mittelmeerraum vor. Darunter:
  - Strauch-Strandflieder (Limoniastrum monopetalum (L.) Boiss.)

- Limoniopsis Lincz.: Die etwa zwei Arten kommen von der Türkei bis zum Kaukasusraum vor
- Strandflieder oder Widerstoß (Limonium Mill., Syn.: Afrolimon Lincz., Bakerolimon Lincz., Plegorhiza Molina, Statice L.): Es gibt 200 bis 350 Arten.
- Muellerolimon Lincz.: Sie enthält nur eine Art:
  - Muellerolimon salicorniaceum (F.Muell.) Lincz.: Sie kommt nur im westlichen Australien vor.

- Myriolimon Lledó, Erben & M.B.Crespo (Syn.: Myriolepis (Boiss.) Lledó, Erben & M.B.Crespo): Die nur zwei Arten kommen im Mittelmeerraum vor. Darunter:
  - Steckenkraut-Strandflieder (Myriolimon ferulaceum (L.) Lledó, Erben & M.B.Crespo) (Syn.: Limonium ferulaceum (L.) Kuntze, Statice ferulacea L.)

- Neogontscharovia Lincz.: Die nur drei Arten kommen in Zentralasien und in Afghanistan vor.
- Popoviolimon Lincz.: Sie enthält nur eine Art:
  - Popoviolimon turcomanicum (Lincz.) Lincz.: Sie kommt in Zentralasien vor.

- Psylliostachys (Jaub. & Spach) Nevski: Die etwa zehn Arten kommen von Mittelmeerraum bis Zentralasien vor.
- Saharanthus M.B.Crespo & M.D.Lledó (Syn.: Caballeroa Font Quer nom. inval.): Sie enthält nur eine Art:
  - Saharanthus ifniensis (Caball.) M.B.Crespo & M.D.Lledó: Sie kommt in Marokko und in der nördlichen Sahara vor.

- Vassilczenkoa Lincz.: Sie enthält nur eine Art:
  - Vassilczenkoa sogdiana (Lincz.) Lincz.: Sie kommt in Zentralasien und in Afghanistan vor.